# Liste der Biografien/Meyer, O
Liste der Biografien |
Portal Biografien |
O Personensuche
# |
A |
B |
C |
D |
E |
F |
G |
H |
I |
J |
K |
L |
M |
N |
O |
P |
Q |
R |
S |
T |
U |
V |
W |
X |
Y |
Z |
?
 
Ma |
Mb |
Mc |
Md |
Me |
Mf |
Mg |
Mh |
Mi |
Mj |
Mk |
Ml |
Mm |
Mn |
Mo |
Mp |
Mq |
Mr |
Ms |
Mt |
Mu |
Mv |
Mw |
Mx |
My |
Mz
 
Mea–Mee |
Mef |
Meg |
Meh |
Mei |
Mej |
Mek |
Mel |
Mem |
Men |
Meo |
Mep |
Mer |
Mes |
Met |
Meu |
Mev |
Mew |
Mex |
Mey |
Mez
 
Meyb |
Meyd |
Meye |
Meyf |
Meyg |
Meyh |
Meyi |
Meyj |
Meyk |
Meyl |
Meyn |
Meyo |
Meyp |
Meyr |
Meys |
Meyt |
Meyz
 
Meyen |
Meyer
 
Meyer, A |
Meyer, B |
Meyer, C |
Meyer, D |
Meyer, E |
Meyer, F |
Meyer, G |
Meyer, H |
Meyer, I |
Meyer, J |
Meyer, K |
Meyer, L |
Meyer, M |
Meyer, N |
Meyer, O |
Meyer, P |
Meyer, R |
Meyer, S |
Meyer, T |
Meyer, U |
Meyer, V |
Meyer, W |
Meyer, Y |
Meyer, Z |
Meyerb |
Meyerd |
Meyere |
Meyerf |
Meyerh |
Meyeri |
Meyerl |
Meyerm |
Meyern |
Meyero |
Meyerr |
Meyers
Die Liste der Biografien führt alle Personen auf, die in der deutschsprachigen Wikipedia einen Artikel haben. Dieses ist eine Teilliste mit 23 Einträgen von Personen, deren Namen mit den Buchstaben „Meyer, O“ beginnt.

## Meyer, O

### Meyer, Ol
- Meyer, Olga (1889–1972), Schweizer Schriftstellerin und JournalistinOlga Meyer (1889–1972)

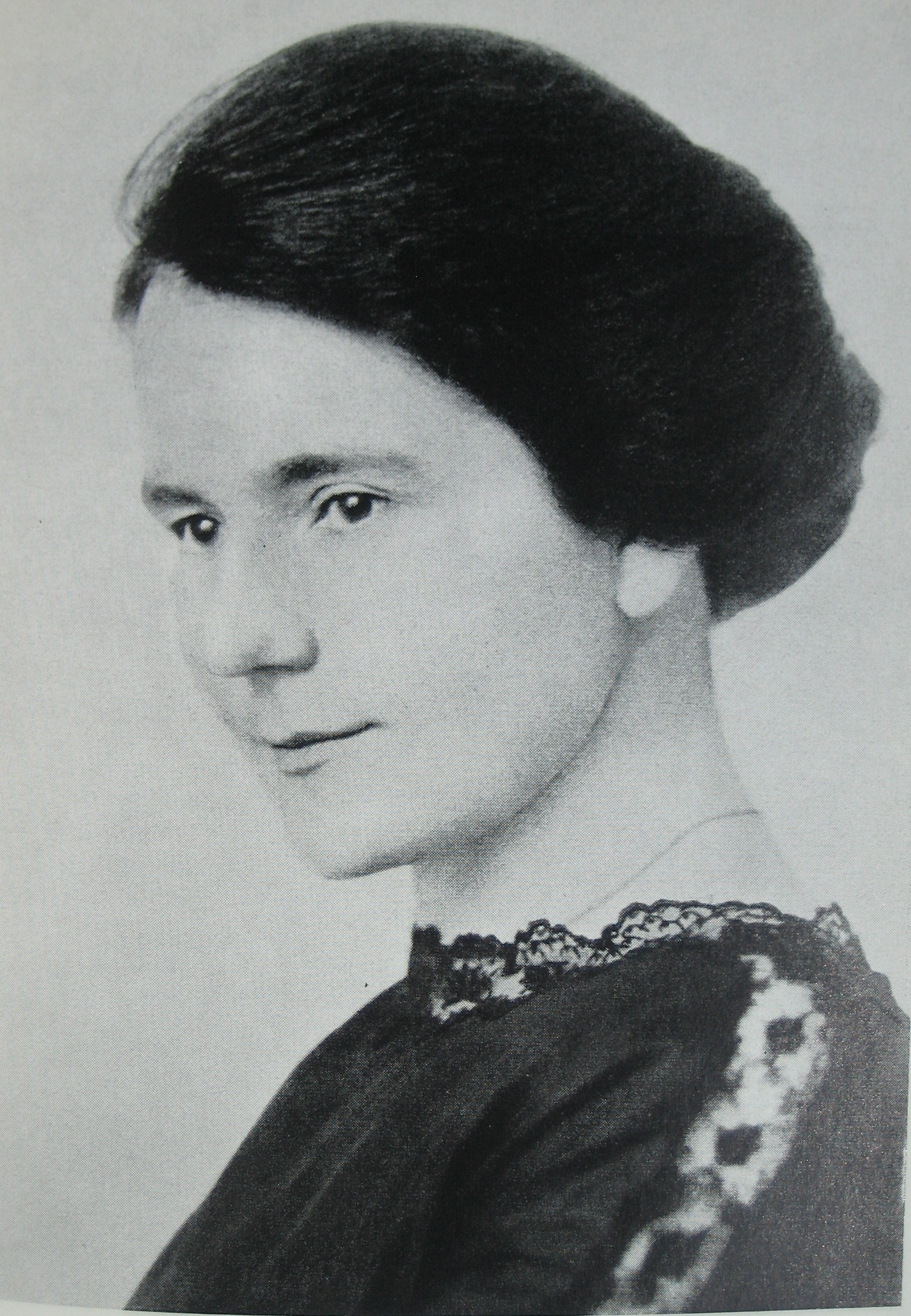
Olga Meyer (1889–1972)

- Meyer, Olga de (1871–1930), britische Erbin, Muse und High Society Lady

### Meyer, Os
- Meyer, Oscar (1876–1961), deutscher Wirtschaftsfunktionär und Politiker (DDP), MdR
- Meyer, Oscar (1885–1954), deutscher Bürgermeister
- Meyer, Oskar (1858–1943), österreichischer Ingenieur und Politiker (CS), Landtagsabgeordneter
- Meyer, Oskar (1880–1959), deutscher Orthopäde
- Meyer, Oskar Emil (1834–1909), deutscher Physiker; Hochschullehrer und Rektor in Breslau
- Meyer, Oskar Erich (1883–1939), deutscher Geologe, Paläontologe, Bergsteiger und Autor

### Meyer, Ot
- Meyer, Otto, französischer Kunstturner
- Meyer, Otto, Hamburger Stadtoriginal
- Meyer, Otto (1865–1939), deutscher Bauingenieur und Manager in der Bauindustrie
- Meyer, Otto (1867–1932), deutscher Ingenieur und Manager
- Meyer, Otto (1867–1951), deutscher Richter; Präsident des OLG Celle
- Meyer, Otto (1879–1943), Schweizer Bildhauer und Kunstpädagoge
- Meyer, Otto (1882–1969), deutscher Industrieller
- Meyer, Otto (* 1882), deutscher Radrennfahrer
- Meyer, Otto (1893–1964), deutscher Kunsthändler und Galerist
- Meyer, Otto (1900–1980), US-amerikanischer Filmeditor
- Meyer, Otto (1906–2000), deutscher Historiker
- Meyer, Otto (1910–2000), deutscher Filmregisseur
- Meyer, Otto (1921–2013), deutscher Landwirt und Politiker (CDU), MdL, Minister
- Meyer, Otto (1926–2014), deutscher Pädagoge und Politiker (CSU), MdL
- Meyer, Otto Ernst (1897–1966), deutsch-brasilianischer Luftfahrtunternehmer